# Redengine
Die Redengine (Eigenschreibweise: REDengine) ist eine Spiel-Engine von CD Projekt, die eigens für ihre nichtlinearen Computer-Rollenspiele entwickelt wurde.

## Übersicht
Die REDengine ist portabel auf 32- und 64-Bit-Softwareplattformen und läuft unter Windows. REDengine wurde erstmals in The Witcher 2: Assassins of Kings für Windows verwendet. Die REDengine 2, eine aktualisierte Version der REDengine, die in The Witcher 2 verwendet wird, läuft auch unter Xbox 360 und sowohl auf macOS als auch unter Linux. Diese Ports wurden jedoch mit einer Kompatibilitätebene ähnlich Wine namens eON erstellt. Die REDengine 3 wurde ausschließlich für eine 64-Bit-Softwareplattform entwickelt und läuft auch auf der PlayStation 4 sowie der Xbox One.

## Weiterentwicklungen

### REDengine 2
REDengine 2 verwendete Middleware wie Havok für die Physik, Scaleform GFx für die Benutzeroberfläche und FMOD für die Audiowiedergabe. Die Engine wurde für den Xbox-360-Port von The Witcher 2 verwendet.

### REDengine 3
Die REDengine 3 wurde ausschließlich für den Einsatz auf einer 64-Bit-Softwareplattform entworfen. CD Projekt konzipierte sie für die Entwicklung von umfangreichen Open-World-Spielumgebungen, wie die in The Witcher 3: Wild Hunt.
Die Engine bietet Verbesserungen für Gesichts- und andere Animationen. Lichteffekte leiden nicht mehr unter einem reduzierten Kontrastverhältnis. Die REDengine unterstützt auch volumetrische Effekte, die eine erweiterte Darstellung von Wolken, Dunst, Nebel, Rauch und anderen Partikeleffekten ermöglichen. Es werden auch hochauflösende Texturen und Texture Mapping, dynamische Physik und ein fortschrittliches Dialogsynchronisationssystem unterstützt. Aufgrund von Einschränkungen beim Textur-Streaming ist die Verwendung von hochauflösenden Texturen jedoch nicht immer der Fall.
Die REDengine 3 verfügt über einen flexiblen Renderer, der für Rendering-Pipelines auf der Basis von Deferred Shading oder Forward+ Rendering vorbereitet ist. Das Ergebnis ist eine Vielzahl von filmischen Effekten, einschließlich Schärfentiefe mit Bokeh, Color Grading und Lens Flares aus vielen Lichtquellen.
Das Geländesystem in REDengine 3 verwendet Tessellation und schichtweise variierendes Material, das dann leicht gemischt werden kann.

### REDengine 4
Cyberpunk 2077 verwendet die REDengine 4, die nächste Iteration der REDengine. Sie verfügt über verbesserte Beleuchtungseffekte und unterstützt globale Beleuchtung mit Raytracing.

## Spiele auf Basis der REDengine
| Titel                                              | Jahr        | Plattform                                                                   |
| REDengine 1                                        | REDengine 1 | REDengine 1                                                                 |
| -------------------------------------------------- | ----------- | --------------------------------------------------------------------------- |
| The Witcher 2: Assassins of Kings                  | 2011        | Windows, Mac OS X                                                           |
| REDengine 2                                        |             |                                                                             |
| The Witcher 2: Assassins of Kings Enhanced Edition | 2012        | Windows, Xbox 360, Mac OS X, Linux                                          |
| REDengine 3                                        |             |                                                                             |
| The Witcher 3: Wild Hunt                           | 2015        | Windows, PlayStation 4, Xbox One, Nintendo Switch                           |
| REDengine 4                                        |             |                                                                             |
| Cyberpunk 2077                                     | 2020        | Windows, PlayStation 4, PlayStation 5, Xbox One, Xbox Series, Google Stadia |

## REDkit
CD Projekt haben eine Entwicklerumgebung für die REDengine entwickelt, das REDkit. Mit dieser lassen sich eigene Spiele und auch Mods für Spiele, die die REDengine verwenden erstellen. Zugriff auf das REDkit erhält man mit dem Kauf von The Witcher 2: Assassins of Kings. Das Projekt befindet sich noch in der Entwicklungsphase.

## Zukunft
Cyberpunk 2077 ist das letzte Spiel, das die REDengine verwendet, da CD Projekt Red eine Partnerschaft mit Epic Games eingegangen ist und zukünftige Spiele daher mit der Unreal Engine 5 entwickelt werden.